# Грабки
Грабки (укр. Грабки) — село,
Ждановский сельский совет,
Магдалиновский район,
Днепропетровская область,
Украина.
Код КОАТУУ — 1222382502. Население по переписи 2001 года составляло 47 человек.

## Географическое положение
Село Грабки находится в 2-х км от правого берега реки Кильчень,
на расстоянии в 1,5 км от села Ждановка.
Рядом с селом протекает пересыхающий ручей с запрудой.